# Время в Приднестровской Молдавской Республике
| светло-синий   | западноевропейское время / среднее время по Гринвичу (UTC+0)                                                                        |
| синий          | западноевропейское время / среднее время по Гринвичу (UTC+0) западноевропейское летнее время / ирландское стандартное время (UTC+1) |
| красный        | центральноевропейское время (UTC+1) центральноевропейское летнее время (UTC+2)                                                      |
| жёлтый         | восточноевропейское время / калининградское время (UTC+2)                                                                           |
| хаки           | восточноевропейское время (UTC+2) восточноевропейское летнее время (UTC+3)                                                          |
| светло-зелёный | московское время / турецкое время (UTC+3)                                                                                           |
| светло-голубой | азербайджанское время / армянское время / грузинское время / самарское время (UTC+4)                                                |

На территории Приднестровской Молдавской Республики действует время второго часового пояса — UTC+2 (в летний период — UTC+3). Сезонный перевод часов производится в последнее воскресенье марта на 1 час вперёд и в последнее воскресенье октября на 1 час назад.
До осени 2011 года время в Приднестровской Молдавской Республике (Приднестровье) было идентично восточноевропейскому времени: UTC+2 — зимой, UTC+3 — летом. 11 октября 2011 года в Приднестровье, вслед за Россией, Белоруссией и Украиной было принято решение об отмене предстоящего перехода на «зимнее» время, республика должна была перейти на круглогодичное время UTC+3.
Учитывая отмену Украиной ранее принятого решения и желая согласовать время с соседними государствами, Украиной и Республикой Молдова, Приднестровье в соответствии с указом президента от 26 октября 2011 года продолжило практику сезонного перевода часов.
Время в Приднестровье совпадает с киевским временем, разница с московским временем зимой — минус 1 час, летом — нет.